# Bazylika Santa Maria del Popolo
Bazylika Santa Maria del Popolo (wł. Basilica Santa Maria del Popolo, łac. Sanctae Mariae de Populo) – tytularna, rzymskokatolicka, bazylika mniejsza znajdująca się na północnym skraju Piazza del Popolo w Rzymie.
Obecnie kościół tytularny kardynała Stanisława Dziwisza.

## Lokalizacja
Kościół znajduje się w IV Rione Rzymu – Campo Marzio przy Piazza del Popolo.

## Historia
- 1099 – papież Paschalis II nakazuje zburzenie grobu cesarza Nerona, wyrzucenie jego szczątków do Tybru i wzniesienie na miejscu grobu kaplicy ku czci Matki Boskiej
- 1227 – na miejscu kapliczki powstaje kościół zbudowany na zlecenie papieża Grzegorza IX. Kościół wzniesiono z datków ludu rzymskiego, stąd być może wzięła się jego nazwa. Nazwę można również tłumaczyć tym, że kościół wznosi się niedaleko bramy del Popolo, którą wszystkie ludy wchodziły do Rzymu
- 1472-1477 – podczas pontyfikatu papieża Sykstusa IV kościół jako jedna z pierwszych rzymskich budowli zostaje przebudowany w stylu renesansowym. Autorem projektu przebudowy, za Giorgio Vasarim przez długi czas przypisywanego Baccio Pontellemu, w świetle współczesnych badań[2] jest Andrea Bregno
- 1489 – Pinturicchio kończy malowanie fresków w kaplicy rodu Rovere
- 1516 – zakończenie budowy kaplicy Chigich przez Rafaela
- 1534 – Sebastiano del Piombo wznosi ołtarz w kaplicy Chigich
- 1658 – kościół zostaje odnowiony według projektu Berniniego na zlecenie papieża Aleksandra VII

Kościół stał się parafialnym w XVI wieku, kiedy papież Pius IV stworzył parafię św. Andrzeja w kościele Sant’Andrea del Vignola, którą dołączył do zakonu augustianów na Piazza del Popolo, aby mnisi dbali o parafię. W 1587 roku kościół został podniesiony do godności kościoła tytularnego „Sanctae Mariae de Populo”.

## Architektura i sztuka
Kościół zbudowany w kształcie krzyża łacińskiego podzielono na trzy nawy.
W ołtarzu głównym znajduje się cudowny obraz Najświętszej Maryi Panny namalowany, jak głosi legenda, przez św. Łukasza. Na obrazie znajduje się napis „Tu honorificenta populi nostri”. Obraz pierwotnie znajdował się w Sancta Sanctorum, przeniesiony został przez papieża Grzegorza IX. Za ołtarzem znajduje się chór zakonny ozdobiony freskami Pinturicchiego.
Po prawej stronie od wejścia znajduje się kaplica Venuti, kaplica Cibo, uważana za jedną z najpiękniejszych kaplic w Rzymie, w ołtarzu znajduje się obraz Najświętszej Maryi Panny Niepokalanie Poczętej pędzla Carlo Maratta, kaplica Najświętszej Maryi Panny Niepokalanie Poczętej i kaplica – ołtarz św. Katarzyny, w krzyżownicy – ołtarz Nawiedzenia Najświętszej Maryi Panny według projektu Berniniego, kaplica św. Łucji oraz kaplica św. Tomasza z Villanueva.
Po lewej stronie od wejścia znajduje się kaplice: kaplica Wniebowzięcia Najświętszej Maryi Panny, kaplica św. Katarzyny, ołtarz w krzyżownicy z obrazem św. Rodziny, kaplica Pana Jezusa Ukrzyżowanego, kaplica Millini, kaplica Chigich.

## Kardynałowie prezbiterzy
Bazylika Santa Maria del Popolo jest jednym z kościołów tytularnych nadawanych kardynałom-prezbiterom (Titulus Sanctae Mariae de Populo). Tytuł ten został ustanowiony 13 kwietnia 1587 roku.
- Tolomeo Gallio (1587)
- Scipione Gonzaga (1588-1593)
- Ottavio Acquaviva d’Aragona (1593-1602)
- Francesco Mantica (1602-1614)
- Filippo Filonardi (1614-1622)
- Guido Bentivoglio (1622-1635)
- Lelio Biscia (1637-1638)
- Fabio Chigi (1651-1655)
- Giangiacomo Teodoro Trivulzio (1655-1656)
- Flavio Chigi starszy (1657-1686)
- Savio Millini (1686-1689)
- Francesco del Giudice (1690-1700)
- Andrea Santacroce (1700-1712)
- Agostino Cubani (1713-1730)
- Camillo Cibo (1731–1741)
- Francesco Ricci (1743-1755)
- Franz Konrad von Rodt (1758-1775)
- Giovanni Carlo Bandi (1775-1784)
- Giovanni Maria Rimialdini (1785-1787)
- Francesco Maria Pignatelli (1794-1800)
- Ferdinando Maria Saluzzo (1801-1804)
- vacat (1804-1817)
- Francesco Cesarei Leoni (1817–1830)
- Francisco Javier de Cienfuegos y Jovellanos (1831-1847)
- Jacques-Marie-Antoine-Célestin Dupont (1847-1859)
- Carlo Sacconi (1861-1870)
- vacat (1870-1874)
- Flavio Chigi (1874-1885)
- Alfonso Capecelatro di Castelpagano (1886-1912)
- José María Cos y Macho (1912-1919)
- Juan Soldevilla y Romero (1919-1923)
- George Mundelein (1924-1939)
- vacat (1939–1946)
- James Charles McGuigan (1946-1974)
- Hyacinthe Thiandoum (1976-2004)
- Stanisław Dziwisz (2006-)